# James Rennie
James Rennie, nato James Malachi Rennie (Toronto, 18 aprile 1890 – New York, 31 luglio 1965), è stato un attore canadese naturalizzato statunitense che lavorò a Broadway e a Hollywood.
Dal 1920 al 1935, fu sposato con Dorothy Gish, incontrata sul set del film Remodeling Her Husband, suo esordio cinematografico e unica prova di regia della celebre attrice Lillian Gish che, di lì a poco, sarebbe diventata sua cognata.
Attore teatrale imprestato al cinema, girò quasi una trentina di film.
Tra i tanti ruoli a Broadway, impersonò - nel 1926 - Jay Gatsby nella commedia The Great Gatsby tratta dal romanzo di Francis Scott Fitzgerald, dove Rennie fu diretto da George Cukor.
Morto a New York, è stato inumato nel Woodlawn Cemetery del Bronx.

## Spettacoli teatrali
- Moonlight and Honeysuckle
- Spanish Love
- Pot Luck
- Madeleine and the Movies
- Shore Leave
- The Love Habit
- The Best People
- Cape Smoke
- Spring Fever
- The Great Gatsby, di Owen Davis (Broadway, 2 febbraio 1926)
- Crime
- Julius Caesar
- The Mulberry Bush
- Young Love
- Gala Night
- Trick for Trick
- Bridal Wise
- Alien Corn
- Murder at the Vanities
- Divided By Three
- Knock on Wood
- Abide With Me
- Co-respondent Unknown
- Miss Quis
- I Must Love Someone
- Christmas Eve
- Russian Bank
- One-Man Show
- Remains to Be Seen
- Four Winds

## Filmografia
- Remodeling Her Husband, regia di Lillian Gish (1920)
- Flying Pat, regia di F. Richard Jones (1920)
- Stardust, regia di Hobart Henley (1922)
- Dust Flower, regia di Rowland V. Lee (1922)
- Mighty Lak' a Rose, regia di Edwin Carewe (1923)
- The Bad Man, regia di Edwin Carewe (1923)
- Satana (His Children's Children), regia di Sam Wood (1923)
- Restless Wives, regia di Gregory La Cava (1924)
- The Moral Sinner
- Amore argentino (Argentine Love), regia di Allan Dwan (1924)
- Clothes Make the Pirate, regia di Maurice Tourneur (1925)
- Share and Share Alike, regia di Whitman Bennett (1925)
- Camille, regia di Ralph Barton (1926)
- The Bad Man, regia di Clarence G. Badger (1930)
- The Girl of the Golden West, regia di John Francis Dillon (1930)
- La sferzata (The Lash), regia di Frank Lloyd (1930)
- Illicit, regia di Archie Mayo (1931)
- Party Husband, regia di Clarence G. Badger (1931)
- The Divorce Racket, regia di Aubrey Scotto (1932)
- Sogno interrotto (The Little Damozel), regia di Herbert Wilcox (1933)
- Skylark, regia di Mark Sandrich (1941)
- La banda Pelletier (Crossroads), regia di Jack Conway (1942)
- Destino (Tales of Manhattan), regia di Julien Duvivier (1942)
- Perdutamente tua (Now, Voyager), regia di Irving Rapper (1942)
- Wilson, regia di Henry King (1944)
- Una campana per Adano (A Bell for Adano), regia di Henry King (1945)